# Ифигения (Софокл)
«Ифигения» (др.-греч. Ἰφιγένεια) — трагедия древнегреческого драматурга Софокла (V век до н. э.) на тему мифов о Троянской войне. Её текст почти полностью утрачен.
Главная героиня пьесы — Ифигения, дочь микенского царя Агамемнона. Отец согласился принести её в жертву Артемиде, чтобы получить попутный ветер в самом начале похода на Трою, но богиня в последний момент подменила девушку ланью, а саму Ифигению перенесла в Тавриду.
Этому сюжету посвятили свои трагедии и Эсхил, и Еврипид. От пьесы Софокла уцелело только несколько обрывков реплик Одиссея (этот герой привёз Ифигению в Авлиду для жертвоприношения, обманув её мать). Одна из реплик обращена к Клитемнестре, другая — предположительно к Диомеду.